# Urbanizacija
Urbanizacija je civilizacijski proces širjenja mestnega načina življenja, ki se kaže v prevzemanju mestnih vzorcev, načinov vedenja in mišljenja, kar v razvitem delu sveta povzroča hitro zmanjševanje, izginjanje razlik med mestnim in podeželskim prebivalstvom. Je družbenogospodarski in prostorski proces, ki ga sprožijo in kot posledica spremljajo demografske, socialne, gospodarske, fiziognomske in druge spremembe, praviloma v mestih, glede na način življenja tudi na podeželju
V ožjem smislu gre za zgoščanje, osredotočanje gospodarskih, socialnih dejavnosti zaradi industrije, storitvenih dejavnosti, znanstveno-tehničnega napredka ali osebnih razlogov ter širitev mestnih dejavnosti v obmestja, prostorsko in funkcijsko povezovanje bližnjih, sosednjih naselij in povečevanje vplivnih območij mest zaradi posodabljanja prometnih sistemov. 
Statistično se kaže v večanju števila mest me naselji, večanju deleža prebivalstva, ki biva in dela v mestih; v preseljevanju prebivalstva s podeželskih na urbana območja; kar povzroča kopičenje v mestih živečega prebivalstva oziroma večanje deleža mestnega prebivalstva.